# Jastrabie nad Topľou
Jastrabie nad Topľou (bis 1961 slowakisch „Jastrabie“; ungarisch Tapolybánya – bis 1907 Tótjesztreb) ist eine Gemeinde im Osten der Slowakei mit 497 Einwohnern (Stand 31. Dezember 2024), die im Okres Vranov nad Topľou, einem Teil des Prešovský kraj, liegt.

## Geographie
Die Gemeinde befindet sich im nordwestlichen Ausläufer des Ostslowakischen Tieflands im Tal der Topľa. Das Ortszentrum liegt auf einer Höhe von 141 m n.m. und ist acht Kilometer von Vranov nad Topľou entfernt.
Nachbargemeinden sind Vyšný Žipov im Norden, Merník im Nordosten und Osten, Komárany im Südosten, Soľ im Süden, Südwesten und Westen und Hlinné im Nordwesten.

## Geschichte
Jastrabie nad Topľou wurde zum ersten Mal 1363 als Jeztreb schriftlich erwähnt, eine weitere historische Bezeichnung ist Slowenský Jestráb (1808). Ursprünglich lag das Dorfgebiet in der Herrschaft von Skrabské, 1363 kam es zur Herrschaft der Burg Čičava und verblieb dort bis zum 17. Jahrhundert. Im 18. Jahrhundert waren die Ortsgüter Besitz der Familien Szulyovszky und Almássy, im 19. Jahrhundert der Familien Coudenhove und Vladár.
1492 standen 11 Ansiedlungen in Jastrabie, 1556 wurden fünf Porta verzeichnet. 1715 gab es sieben verlassene und acht bewohnte Haushalte. 1787 hatte die Ortschaft 39 Häuser und 329 Einwohner, 1828 zählte man 49 Häuser und 364 Einwohner, die als Hirten und Holzfäller tätig waren. Die Einwohner nahmen am Ostslowakischen Bauernaufstand von 1831 teil.
Bis 1918 gehörte der im Komitat Semplin liegende Ort zum Königreich Ungarn und kam danach zur Tschechoslowakei beziehungsweise heute Slowakei. In der Zeit der ersten tschechoslowakischen Republik war Jastrabie ein landwirtschaftlich geprägtes Dorf. Nach dem Zweiten Weltkrieg wurde die örtliche Einheitliche landwirtschaftliche Genossenschaft (Abk. JRD) im Jahr 1959 gegründet, die aber kurz danach in das Staatsgut ging, ein Teil der Einwohner pendelte zur Arbeit in Betriebe in der Gegend, in die Ostslowakischen Stahlwerke in Košice sowie in den tschechischen Landesteil der Tschechoslowakei.

## Bevölkerung
| Jahr                | 1994 | 2004    | 2014    | 2024    |
| ------------------- | ---- | ------- | ------- | ------- |
| Anzahl der Personen | 377  | 414     | 453     | 497     |
| Unterschied         |      | +9,81 % | +9,42 % | +9,71 % |

| Jahr                | 2023 | 2024 |
| ------------------- | ---- | ---- |
| Anzahl der Personen | 497  | 497  |
| Unterschied         |      | +0 % |

Nach der Volkszählung 2011 wohnten in Jastrabie nad Topľou 449 Einwohner, davon 327 Slowaken. 117 Roma, zwei Tschechen und ein Mährer. Zwei Einwohner machten keine Angabe zur Ethnie.
204 Einwohner bekannten sich zur griechisch-katholischen Kirche, 201 Einwohner zur römisch-katholischen Kirche und 32 Einwohner zur Evangelischen Kirche A. B. Ein Einwohner war konfessionslos und bei 11 Einwohnern wurde die Konfession nicht ermittelt.

## Bauwerke und Denkmäler
- griechisch-katholische Kirche Aussendung des Heiligen Geistes aus den Jahren 1938–1939[6]
- römisch-katholische Dreifaltigkeitskirche aus dem Jahr 1940 als Nachfolger einer älteren Kirche aus dem Jahr 1745, die 1925 abgerissen wurde[7]

## Verkehr
In Jastrabie nad Topľou treffen sich die Cesta III. triedy 3617 („Straße 3. Ordnung“) von Vranov nad Topľou sowie die Cesta III. triedy 3612 von Soľ (Anschluss an die Cesta I. triedy 18 („Straße 1. Ordnung“)) heraus. Der nächste Bahnanschluss ist in Soľ an der Bahnstrecke Strážske–Prešov.